# Святая Сабина
Сабина (II век) — святая матрона, мученица Римская. День памяти — 29 августа.

## Биография

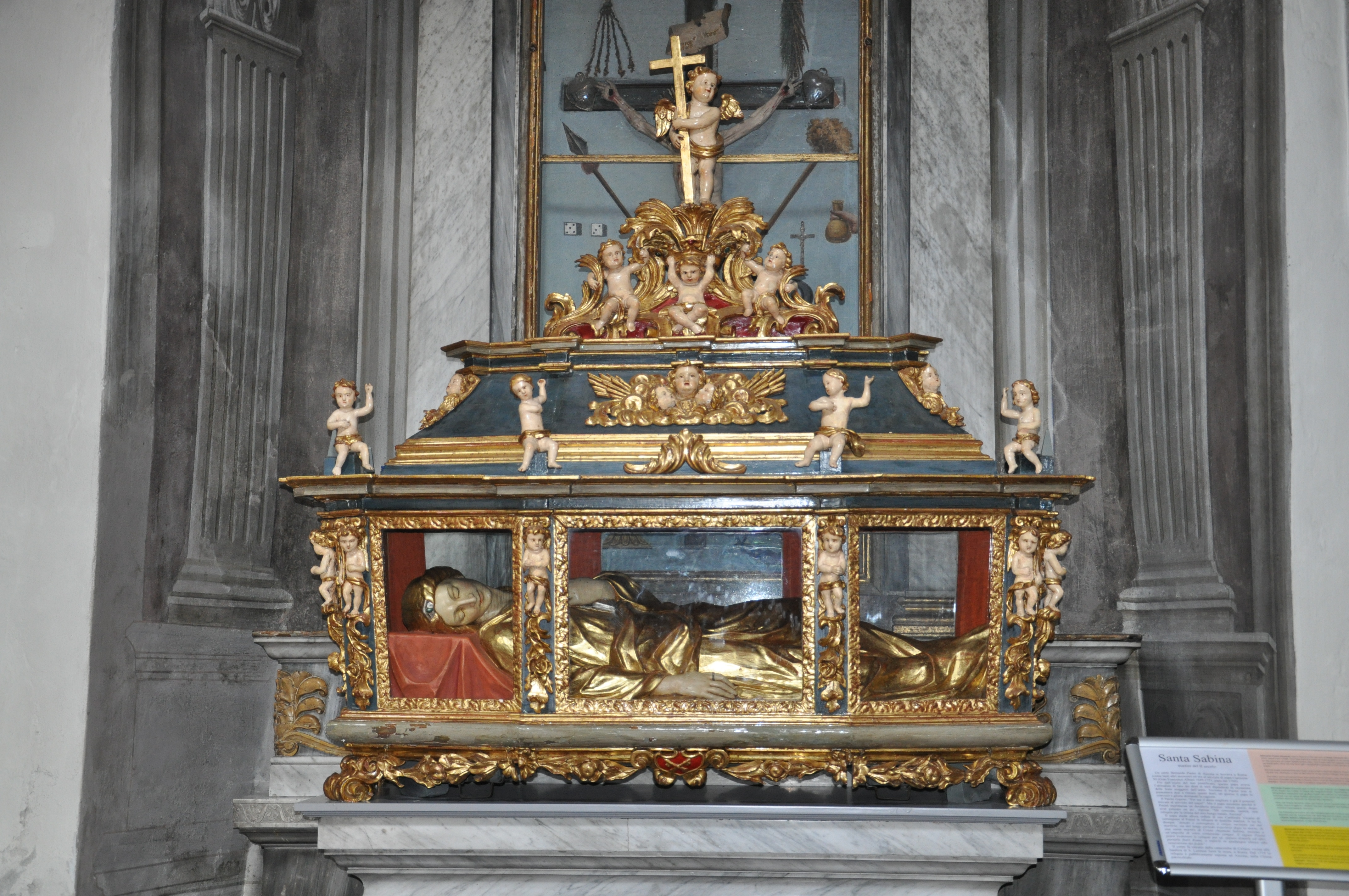
Мощи святой Сабины

Святая Сабина была вдовой сенатора Валентина и дочерью Ирода Металлария (Herod Metallarius). После того как была осуждена и казнена обратившая хозяйку в христианство рабыня Сабины, святая Серапия, ей были взяты останки мученицы и помещены в семейный мавзолей, где она и сама предполагала быть похороненной. Также будучи осуждённой, святая Сабина была обвинена в исповедании христианства префектом Элпидием, после чего она была мученически убита в 125 году в городе Виндена (Vindena), (в современной Умбрии, Италия).
Впоследствии Сабина была причислена к лику святых. В 430 году её мощи были перенесены на Авентинский холм в специально построенную базилику Санта-Сабина на месте её дома, изначально располагавшегося около храма Юноны Регины. Этот дом мог также быть раннехристианской титулярной церковью. Храм был изначально освящён в честь святых Сабины и Серапии.